# Johann Tobias Lowitz
Pour les articles homonymes, voir Lowitz.
Johann Tobias Lowitz est un chimiste allemand, né à Göttingen en 1757, mort en 1804 à Saint-Pétersbourg. Il est le fils de l'astronome Georg Moritz Lowitz.
Appelé en 1793 à Saint-Pétersbourg pour y occuper une chaire de chimie, il fut nommé membre de l’Académie de cette ville, et parcourut ensuite une partie de l’Europe occidentale. Lowitz découvrit un procédé pour conserver l’eau douce en mer au moyen du charbon, et obtint en 1790 une grande médaille d’or.
Il fit, en outre, plusieurs découvertes utiles, qu’on trouve consignées dans le recueil de l’Académie de Saint-Pétersbourg et dans le Journal de Crell.